# Приамур'я
51° пн. ш. 134° сх. д. / 51° пн. ш. 134° сх. д.

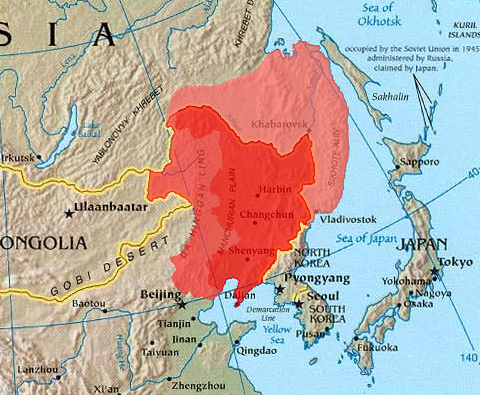
Зовнішня Маньчжурія

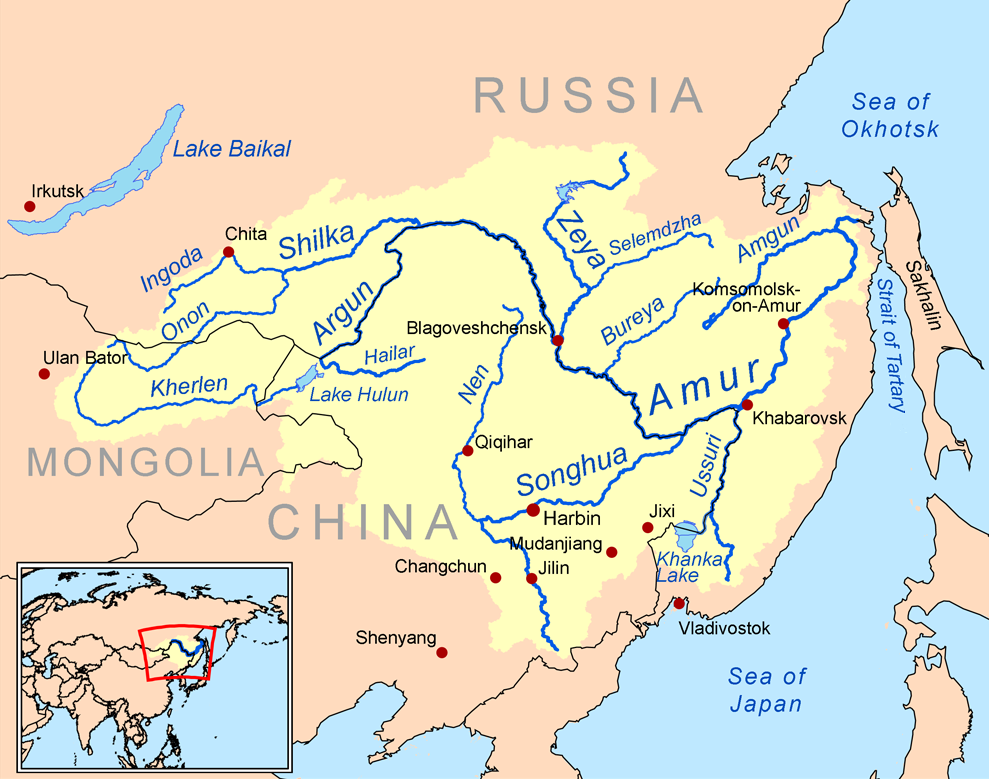
Басейн річки Амур

Приаму́р'я або Зо́внішня Маньчжу́рія (кит.: 外滿洲) — регіон у Східній Азії. Північно-східна частина історичної Маньчжурії, розташована в басейні середньої і нижньої течії річки Амур на південь від Станового хребта і Удської губи Охотського моря. Адміністративно входить до Хабаровського краю, Амурської області та Єврейської автономної області Російської Федерації.
Приамур'я являє собою систему гірських хребтів і рівнин. Регіон також сповнений річок, найзначнішою з яких є Амур.

## Історія
На початку 17 століття Московія розпочала війни з маньчжурами за володіння цією землею. 1689 року, згідно з Нерчинським договором, московити були змушені визнати Приамур'я за маньчжурською династію Цін. Через півтора століття Російська імперія уклала з маньчжурами нові договори — Айгунський 1856 року та Пекінський 1860 року, за якими підпорядкувала собі Приамур'я і Примор'я. Ці угоди були підписані без воєн, у період занепаду Цін, що була дестабілізована Тайпінським повстанням та Опіумними війнами. Республіка Китай, що вважає себе правонаступницею династії Цін, розглядає Приамур'я як свою територію. Комуністичний Китай не висуває територіальні претензії Росії, однак у шкільному курсі історії Китаю Приамур'я вивчається як споконвічна китайська територія.

## Населення
Корінні народи Приамур'я — ороки, орочі, нанайці, удегейці, ульчі, маньчжури.